# James Gregory (ator)
James Gregory (Nova York, 23 de dezembro de 1911 — Sedona, 16 de setembro de 2002) foi um ator norte-americano.
Participou de mais de 170 produções, com destaque em The Manchurian Candidate.

## Filmografia
- 1948 – The Naked City (Cidade Nua)
- 1951 – The Frogmen (Os Homens-Rã)
- 1956 – The Scarlet Hour (A Hora Escarlate)
- 1957 – Nightfall (A Maleta Fatídica)
- 1957 – The Young Stranger (No Labirinto do Vício)
- 1957 – The Big Caper (Roubo Audacioso)
- 1957 – Gun Glory (A Arma de Um Bravo)
- 1958 – Underwater Warrior (Guerreiro Submarino)
- 1958 – Onionhead (Mau Tempo Pela Proa)
- 1959 – Al Capone
- 1959 – Hey Boy! Hey Girl!
- 1959 - The Lawless Years
- 1961 – X-15 (O Avião Foguete X-15)
- 1962 – Two Weeks in Another Town (A Cidade dos Desiludidos)
- 1962 – The Manchurian Candidate (Sob o Domínio do Mal)
- 1963 – PT 109 (O Herói do PT109)
- 1963 – Twilight of Honor (O Crime É Homicídio)
- 1963 – Captain Newman, M.D. (Pavilhão 7)
- 1964 – A Distant Trumpet (Um Clarim ao Longe)
- 1964 – Quick Before It Melts (Depressa, Antes Que Derreta)
- 1965 – The Sons of Katie Elder (Os Filhos de Katie Elder)
- 1965 – A Rage to Live (Obsessão de Amar)
- 1966 – The Silencers (O Agente Secreto Matt Helm)
- 1966 – Murderers' Row (Matt Helm Contra o Mundo do Crime)
- 1967 – Clambake (O Barco do Amor)
- 1967 – The Ambushers (Emboscada Para Matt Helm)
- 1968 – The Secret War of Harry Frigg (Que Delícia de Guerra)
- 1969 – The Love God?
- 1970 – Beneath the Planet of the Apes (De Volta ao Planeta dos Macacos)
- 1971 – The Million Dollar Duck
- 1971 – Shoot Out (O Parceiro do Diabo)
- 1971 – The Late Liz
- 1975 – The Strongest Man in the World
- 1979 – The Main Event (Negócios Com Mulher Nunca Mais)